# Едуард Роникер
Едуард Казимирович Ромуалд граф Роникер (на руски: Эдуард Казимирович Ромуальд граф Роникер) е полковник от 9-ти драгунски Казански полк, участник в Руско-турската война (1877 – 1878).

## Участие във войната
Едуард Роникер е роден през 1824 г. в стар дворянски род. Родителите му Казимир Роникер и Людвика Збижевска са с полски произход. Ориентира се към военното поприще. До началото на Руско-турската война (1877 – 1878) е в оставка около 20 години и е предводител на Подолското дворянство. С обявяването на военните действия е командирован в Конно-сапьорната команда от Предния отряд на генерал Йосиф Гурко. Осигурява преминаването през Хаинбоазкия проход. По случай преминаването на Балкана и по предложение на Роникер в местността Превала е издигат първият паметник на войната – дървен стълб с имената на всички офицери. Отгоре е поставен дъбов венец и руското знаме с двуглав орел. Надписът гласи: „30-ти юни – преминаването на генерал Раух с конно-пионерния дивизион през Балкана“ За да се присъедини към 4-та стрелкова бригада, на 6/18 юли полковник Роникер начело на Уралска сотня казаци потегля от Казанлък за Шипка. Заради собствената си непредпазливост, язди напред, без охрана и се натъква на турска засада. Прикрити зад поставени снопи край гората, турците откриват залпов огън, а граф Роникер пада убит. 

## Памет
- Тялото на полковник Роникер е пренесено и погребано край оградата на Казанлъшкия девически манастир Въведение Богородично. Отгоре върху обикновен дървен кръст е изписано „граф Едуард Казимирович Роникер”.[3] След повторното завладяване на Казанлък от турците и армията на Сюлейман паша, манастирът е поруган и опожарен, а днес точното местоположение на гробът му е неизвестно.[4]
- Паметник в чест на преминаването на конно-сапьорния отряд през Прохода Хаинбоаз.

## Семейство
- баща Казимир Йозеф граф Роникер,
- майка Людвика (Збижевска) Роникер,
- съпруга Олга (Северинова Орловска) Олимпиа Роникер[5],
- деца Едуард Роникер, Михал Роникер,
- братя и сестри Цезар Михал Роникер, Бронислав Михал Роникер, графиня Йозефа Оперман, Адам Александър Роникер, Тереза Волович, Людвика О-Бриен да Ласи, Густав Казимир Роникер, Роман Теофил Роникер.[6]